# SKA-Sibal Tachkent
Maillots
Le Futbol klubi SKA-Sibal Tachkent (en ouzbek : футбол клуби СКА-Сибал Тошкент), plus couramment abrégé en SKA-Sibal Tachkent, est un ancien club ouzbek de football fondé en 1946 et disparu en 2001, et basé à Tachkent, la capitale du pays.

## Histoire
Fondé en 1946 sous le nom de ODO Tachkent, le club est promu en Olyi Liga, la première division ouzbék lors de la saison 1993.
Le club a remporté un Championnat, en 1997, après une deuxième place acquise en 1995. Il a également atteint la finale de la Coupe d'Ouzbékistan en 1995.
Relégué à l'issue de la saison 1998 (un an après son titre), le SKA-Sibal joue depuis en championnats régionaux.
L'un des meilleurs joueurs ayant porté les couleurs du club est l'international Bakhtiyor Ashurmatov.

### Historiques des noms du club
Le club a durant son histoire changé plusieurs fois de nom :
- 1946-1968 : ODO Tachkent
- 1969-1989 : SKA Tachkent
- 1990-1992 : Pakhtakor-79 Tachkent
- 1993 : CSKA Tachkent
- 1994-2000 : MHSK Tachkent
- Depuis 2001 : SKA-Sibal Tachkent

## Palmarès
| Compétitions nationales                                                                                                   |
| --- |
| - Championnat d'Ouzbékistan (1) : - Vainqueur : 1997. - Vice-champion : 1995. - Coupe d'Ouzbékistan : - Finaliste : 1995. |